# Furusjö
Furusjö – miejscowość (tätort) w Szwecji, w regionie administracyjnym (län) Jönköping, w gminie Habo.
Według danych Szwedzkiego Urzędu Statystycznego liczba ludności wyniosła: 357 (31 grudnia 2015), 351 (31 grudnia 2018) i 351 (31 grudnia 2019).